# Glaucopsyche astraea
Glaucopsyche astraea är en fjärilsart som beskrevs av Freyer 1852. Glaucopsyche astraea ingår i släktet Glaucopsyche och familjen juvelvingar. Inga underarter finns listade i Catalogue of Life.